# Monastero di Ferapont
Il monastero di Ferapont (in russo Ферапонтов монастырь?), è un monastero fondato da San Teraponte nel 1398 nella Russia settentrionale, nell'Oblast' di Vologda; è considerato uno dei più puri esempi di arte medievale russa, grazie a cui è diventato un patrimonio dell'umanità dell'UNESCO.

## Storia

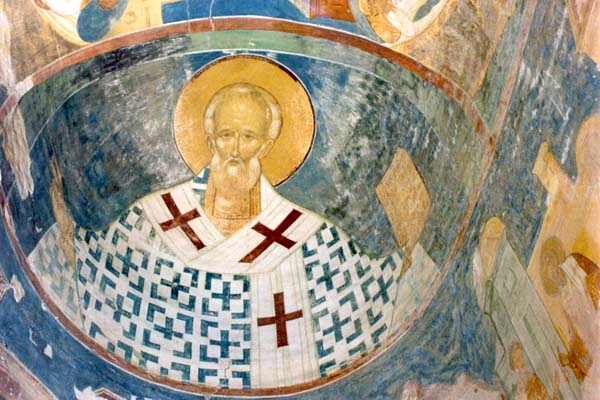
San Nicola, patrono dei mercanti russi, affresco di Dionisij all'interno del Monastero

Il monastero venne fondato da San Teraponte nel 1398 nella Russia settentrionale, ad est del monastero di San Cirillo di Beloozero che prende il nome dal suo primo monaco, San Cirillo del Lago Bianco. La fama del monastero iniziò a diffondersi sotto il comando di un discepolo di Cirillo, San Martino, il quale divenne padre superiore di Troice-Sergieva Lavra nel 1447.
Dopo la morte di Martino il monastero venne protetto e gestito dalla famiglia di Ivan III. La struttura più antica, la Cattedrale della Natività della Vergine (1490), venne costruita in mattoni dai maestri di Rostov. L'edificio è il meglio conservato delle tre cattedrali sorelle erette nel decennio del 1490 nella Russia settentrionale. Tutti muri interni erano coperti da inestimabili affreschi opera del grande pittore medievale Dionisij.
Nel 1530 venne aggiunta una tesoreria, un refettorio e la Chiesa dell'Annunciazione sormontata da un campanile. In quel periodo il monastero godeva di speciali privilegi conferitigli da Ivan il Terribile, e possedeva circa 60 villaggi nelle vicinanze. Lo stesso zar visitò frequentemente il monastero come pellegrino.
Nel Periodo dei torbidi il monastero venne saccheggiato dai polacchi. Durante i restauri gli ultimi edifici (la chiesa di San Martino (1641), una chiesa barbicana (1650), ed una torre campanaria (1680)) vennero aggiunti al complesso. Secondo alcuni l'orologio del campanile (1638) sarebbe il più antico della Russia.
Mentre il monastero perdeva gradatamente la sua importanza religiosa, venne trasformato in luogo di esilio per uomini del clero, come il Patriarca Nikon. Venne abolito da Paolo I nel 1798, reistituito come convento nel 1904, chiuso dai bolscevichi venti anni dopo, ed infine divenne un museo nel 1975. Il museo fa parte del parco nazionale della Russia Settentrionale fin dal 1991.